# ヴォロガセス4世
ヴォロガセス4世（Vologases IV、? - 191年、在位：147年 - 191年）は、アルサケス朝パルティアの王。長期にわたって東西に分裂していたパルティアにおいて、久々に登場した単独王となった。だが、ローマ帝国との戦いでは劣勢を強いられ、国境を後退させた。

## 来歴
パルティアの西部を支配していた王ミトラダテス4世の息子であった（ヴォロガセス3世の息子という説もある）。既に140年頃以降、ヴォロガセス3世がパルティアの大半を支配下に収めていたが、ヴォロガセス4世はヴォロガセス3世の死後、その権力基盤を取得することに成功した。また、トラヤヌス帝の侵攻以来、影響力を喪失していたカラケネ王国を再びパルティアの傘下に収めている。

### 対ローマ戦争
161年にアルサケス朝のアルメニア王ティグラネス7世が死去すると、ローマは新たなアルメニア王としてソハエムスを擁立した。これによって再びローマとの関係は緊迫したものとなり、ヴォロガセス4世は軍を率いてアルメニアとシリアを攻撃し、初戦でローマ軍を破ってシリアを占領するとともにアルメニア王ソハエムスを追放してアウレリアス・パコルスをアルメニア王とした。
162年、ローマ皇帝ルキウス・ウェルス（マルクス・アウレリウス・アントニヌスとの共同皇帝）の指揮の下でローマ軍は反撃に移り、163年にはアルメニアを占領した。アウレリアス・パコルスは廃位され再びソハエムスがアルメニア王に即位した。ローマ軍は更にバビロニア方面への侵攻を行い、165年には首都クテシフォンがローマ軍によって占領された。
だがその時ローマ軍の内部で天然痘が発生し、撤退に追い込まれた。このためヴォロガセス4世は失地を回復したが、166年にはメディア近辺まで再びローマ軍が侵攻し、ヴォロガセス4世はメソポタミア西部を割譲して講和することになった。
ローマでは180年に皇帝マルクス・アウレリウス・アントニヌスが死去し、後世無能な皇帝として記憶されることになるコンモドゥスが新たな皇帝になった。ヴォロガセス4世は同年中に再び戦端を開き、アルメニアを占領してソハエムスを追放、自らアルメニア王となった。

### 王位継承
単独王となったヴォロガセス4世も、その死に際してパルティアで頻発していた王位継承争いと無縁でいることはできなかった。190年にはメディア地方でオスロエス2世が王位を主張して独自にコインを発行しはじめた。一方でバビロニアではヴォロガセス5世が191年のヴォロガセス4世の死と前後して王位を宣言した。
結局ヴォロガセス5世が王位を獲得することになる。